# Campylopus cleefii
Campylopus cleefii är en bladmossart som beskrevs av G. Frahm 1986. Campylopus cleefii ingår i släktet nervmossor, och familjen Dicranaceae. Inga underarter finns listade i Catalogue of Life.